# Павленко Іван Васильович
Іва́н Васи́льович Павле́нко (нар. 22 листопада 1914, с. Городище, нині Бахмацького району Чернігівської області, Україна — 1 червня 2010, Бердичів) — український військовик. Ветеран Другої світової війни. Лицар ордену Богдана Хмельницького ІІІ ступеня.

## Біографія
Народився 22 листопада 1914 року в багатодітній родині у селі Городище Батуринського району на Чернігівщині. У Івана було десять братів та сестер. Батько рано помер від тифу.
У 1932 Іван Васильович закінчує Батуринську середню школу. З 1936 року на військовій службі в Червоні армії. Навчався у Московському артилерійському училищі імені Красіна. У 1930—1940 роках — учасник радянсько-фінської війни. У перші дні німецько-радянської війни проходить службу у складі 44-ї щорсівської дивізії.

### Воєнні роки
З 1941 року у званні лейтенанта проходив службу артилеристом на Північному Кавказі. У складі артилерійських військ воював на Північному Кавказі, Малій Землі, брав участь у Новоросійсько-Таманській операції. У грудні 1943—1944 років у складі 117-і гвардійської стрілецької дивізії брав участь у Житомирсько-Бердичівській операції. Під час операції по звільненню Бердичєва командував артилерійською батареєю. Вже у звільненому місті його батарея зайняла позиції та розгромила ворожі танки в районі селища Мирного. У складі 117-ї дивізії пройшов весь бойовий шлях. У Бердичєві Іван Васильович Павленко зустрів свою майбутню дружину Ольгу Лиферівну Греву, яка працювала вчителькою. Його батарея прийняла останній бій 12 травня 1945 року у Празі (Чехословаччина).

### Повоєнні роки
У травні 1946 року в званні гвардії капітана був звільнений у запас. Продовжив військову службу у внутрішніх військах, стає начальником гарнізону охорони Братської гідроелектростанції.
У травні 1960 року Іван Павленко демобілізується та з родиною повертається у Бердичів. Тут працює цензором у Райківській колонії, з 1963 року — охоронцем на Бердичівському солодовому заводі, а з 1983 року — начальником постачання. У 1987 році він стає заступником начальника Ради ветеранів однополчан 117-ї гвардійської Бердичівської ордена Богдана Хмельницького стрілецької дивізії. У 2000—2008 рр. — голова Ради ветеранів однополчан.
Помер Іван Павленко 1 червня 2010 року в Бердичеві. Його поховали з відповідними почестями на міському кладовищі у секторі почесних поховань.

## Громадська діяльність
За активну участь у громадсько-політичному житті міста та вихованні молоді рішенням виконавчого комітету бердичівської міської ради від 20 квітня 1998 року № 184 визволителю міста Бердичева від німецько-фашистських загарбників Івану Васильовичу Павленку присвоєно звання «Почесний громадянин міста Бердичева».

## Нагороди та відзнаки
- Орден Богдана Хмельницького 3 ступеня
- Орден Вітчизняної війни 1 ступеня
- Орден Червоної Зірки